# 旭格竞技场
旭格竞技场（德語：SchücoArena，德語發音：[ˈʃyːkoːʔaˈʁeːnaː]），传统名称为“比勒费尔德高山”（Bielefelder Alm）或“高山体育场”（Alm-Stadion），地籍簿登记为“梅兰希通街体育场”（Stadion an der Melanchthonstraße），是德国足球俱乐部阿米尼亚比勒费尔德持有的一座专业足球场。球场位于梅兰希通街畔，可容纳27,332名观众，是东威斯特法伦-利珀地区最大的体育场地。

## 位置与交通

体育场布局示意图

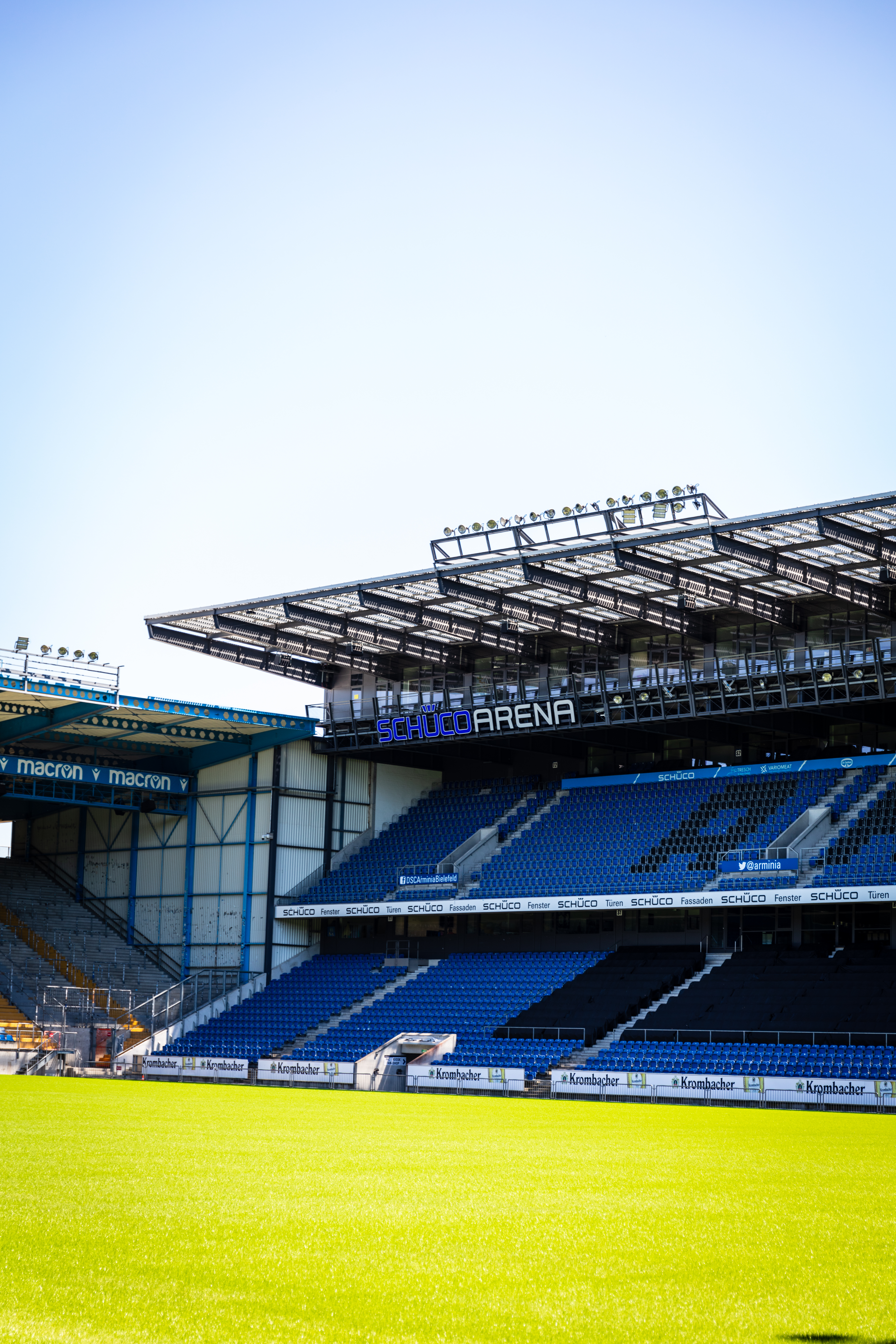
旭格竞技场内部

旭格竞技场是位于城市内部，位于中央区的住宅区中间。从比勒费尔德火车总站步行约18分钟即可到达，约1.5公里。比勒费尔德市城铁通过3号线（地铁站 "Nordpark "和 "Wittekindstraße"）和4号线（地铁站："Rudolf-Oetker-Halle"）可到达足球场。

## 历史

### 命名
在1920年代中期，"Alm"这个对体育场来说很不寻常的名字是如何产生的，这个问题今天只能猜测了。根据最常提到的版本，这个名字可以追溯到俱乐部成员Heinrich Pehle，他在看到地面时说：“这里看起来像一个高山牧场。”第二个版本可以追溯到后来俱乐部领导人卡尔·丹贝格的一句话（"让他们来吧，在我们的高山牧场上，我们会让他们屈服！"）。俱乐部的手球部门一直声称是该命名的作者。
有一种幽默的说法声称，该体育场被称为 "高山"，因为它是海拔最高的德甲赛场——在那里升级需要一年时间，降级需要一年时间。
自2004年1月13日以来，旭格国际集团一直为该场地的冠名赞助商。其与俱乐部的赞助合约原本于2020年届满，但在2019年6月又续签了五年，至2025年止。

### 发展（1926-1970）
自俱乐部成立以来，比勒费尔德俱乐部就使用了该市的几个运动场。20世纪20年代中期，俱乐部的手球运动员与一位名叫Lohmann的农民建立了联系。比勒费尔德获得了一个为期100年租约的运动场，该场地之前被用于农业用途。当时，高山体育场与现代意义上的足球场并无太多共同之处。比赛的表面类似于田野。地面不平，在靠近外线的地方最多只有一个草面。下雨的时候，水聚集在无数的小沟里。球场周围堆满了土堆，作为观众的座位。没有更衣室。虽然手球运动员可以使用体育场附近的凉亭，但足球运动员却不得不在离运动场约300米远的Scholle（后来的Schütze）酒吧换衣服，直到20世纪60年代。
1926年5月1日，比勒费尔德足球队在高山体育场进行了他们的第一场比赛。在2000名观众面前，来自汉堡维多利亚的客队以5：1获胜。手球队之前已经在高山体育场上进行了比赛。然而，关于对手和结果却一无所知。第二次世界大战期间，高山体育场被炸弹击中。然而，损害是有限的。相反，大片的围栏被拆除，用作加热材料。在1949年比勒费尔德升入德国足球高级联赛后，只对体育场进行了轻微的改动。球场仍然没有统一的草皮，球门网由金属网组成。1954年，该市决定在一个四年计划中将高山体育场发展成一个现代化的体育场。
在1966/67赛季，阿米尼亚成为西区联赛的秋季冠军后，有传言说，如果他们升入德甲，俱乐部将不得不搬迁到赫尔福德的雅恩体育场。高山体育场的现代化成为俱乐部和城市之间争论的焦点。作为一种妥协，建造了南看台，提供3000个站位。即使在这次扩建之后，也无法确定确切的容量。

### 德甲联赛的扩张（1970-1996）
1970年，比勒费尔德终于升入德甲，体育场从根本上得到了扩展。在体育场的西侧，建造了一个有屋顶的座位看台，在东侧建造了一个由管状钢架制成的大型临时站立式看台。这些新增设施将体育场的容量增加到了30,000个座位。1970年秋天，两根输出功率为1500勒克斯的泛光灯桅杆被竖起来，1970年12月4日在高山体育场举行了第一场泛光灯比赛。尽管天气条件恶劣，但仍有28000人希望观看与柏林赫塔的比赛。
球员们现在可以使用南看台后面的更衣室了。通过一条隧道到达球场。为了安全起见，体育场内的隧道入口被栅栏和铁丝网保护起来。总共投资了150万马克用于转换工作，必须在几周内完成。
1978年第二次升级后，体育场的容量进一步增加，还在北侧建造了一个大型钢管看台。1978/79赛季对沙尔克04的第一场主场比赛有34,882名观众观看，这是俱乐部历史上确认的最大上座率。1978年11月，据说有超过35000名观众观看了与凯泽斯劳滕的比赛。
1985年5月29日的海塞尔灾难之后，德国足协收紧了对德甲体育场的安全要求。伴随着阿米尼亚的衰落，高山体育场变得越来越破旧。原本只是作为临时解决方案的钢管看台已经生锈，南看台有倒塌的危险。经过现场检查，所有由管状钢制成的站立式看台必须被拆除，最初将容量减少到15000人。一个新的有顶的东看台被建立起来，这次是永久性的预制混凝土结构。

### 新建北、西和南看台（1996-1999）
1995/96赛季，当阿米尼亚有很大机会直接进入德甲时，关于可能扩建或新建体育场的新讨论开始了。当时，该体育场的条件不适合德甲联赛。在 "Neue Bahnhofsviertel"（一个前市内工业区）或与居斯特洛一起建造新体育场的计划受到了争议性的讨论。最后，大家同意将高山体育场逐片扩大。
经过与梅兰希通街居民的长期谈判，使扩建成为可能。俱乐部为扩建项目提供了三分之二的资金，并得到了比勒菲尔德市和北莱茵-威斯特法伦州的担保。这些建设措施总共花费了1500万马克。赛季结束后，旧的北看台和西看台被拆除，取而代之的是有屋顶的新看台。新支架是预制的，并在现场组装。因此，观众人数增加到22512人。
现代化的更衣室以及记者和贵宾室都建在西看台的地下室中。屋顶下建了40个包厢。高山体育场还首次拥有了一个电子记分牌。在1998/99赛季的最后一场主场比赛后，草皮被完全拆除，以便安装德国足协规定的草皮加热装置。一年后，南看台被拆除并重建，以配合现有的新看台。在南看台的屋顶上安装了一个太阳能系统。容量增加到26,601名观众。
2000年夏天，俱乐部的新办公室建在南看台和东看台之间。然而，从法律上讲，这部分建筑并不属于体育场。

### 东部看台的新建工程（2006-2008）

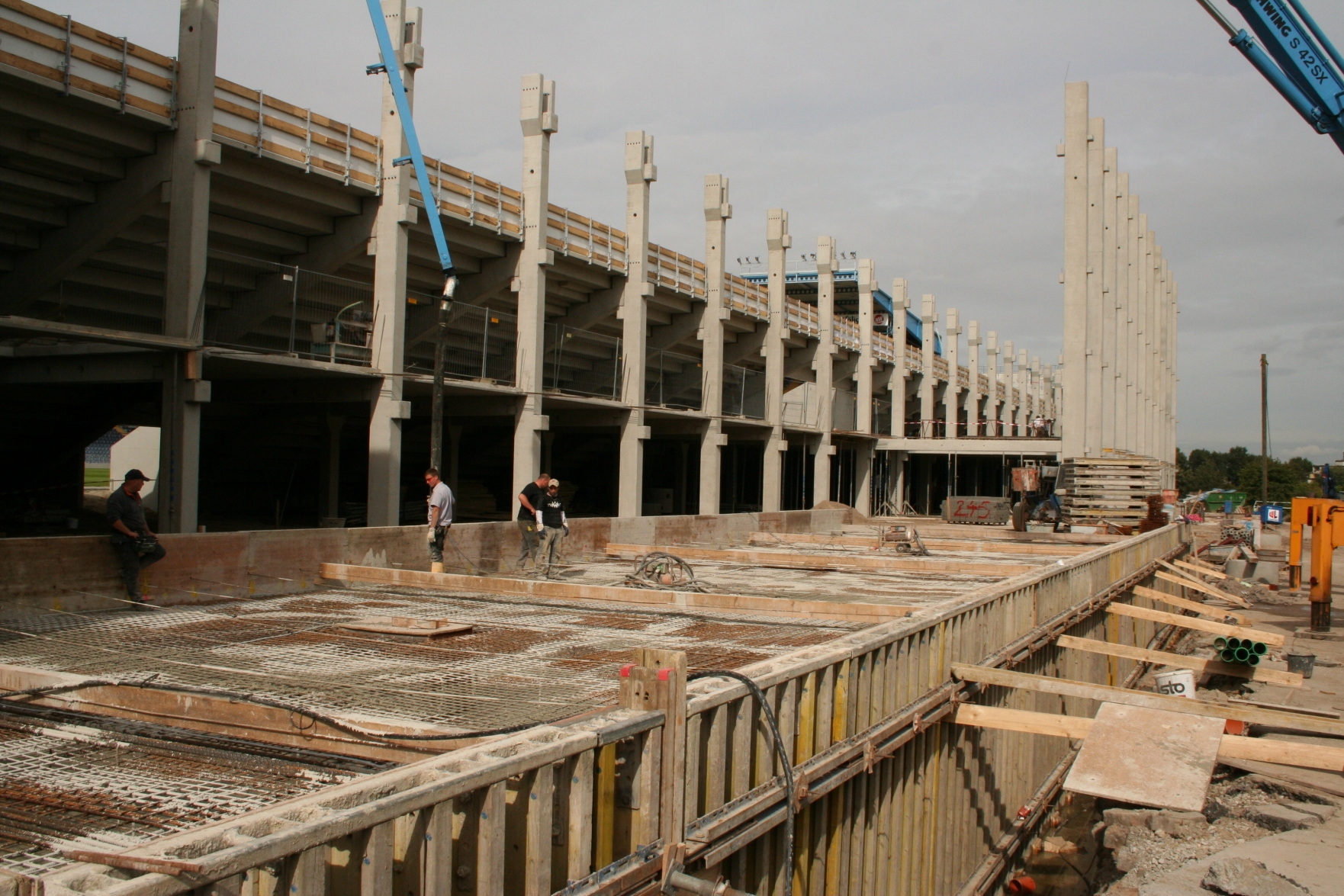
2007年9月21日，施工中的东看台

扩建的最后阶段——建造一个新的后场直道——在2003年降级后没有继续进行；最终在2006年5月开始实现。扩张的最初动力来自于有关噪音保护的法律要求。在扩建过程中，对面的看台被拆除了，一个新的主看台被建成了一个只有座位的区域。此外，南边的看台被改造成了一个只有站位的看台。这使观众人数增加到27,300人。由于建筑当局的要求，原先计划增加到28,008个座位的计划无法实现。在施工前，当地居民提出了反对意见，几起诉讼使项目推迟。通过明德行政法庭的调解程序，与居民达成了友好的解决方案。

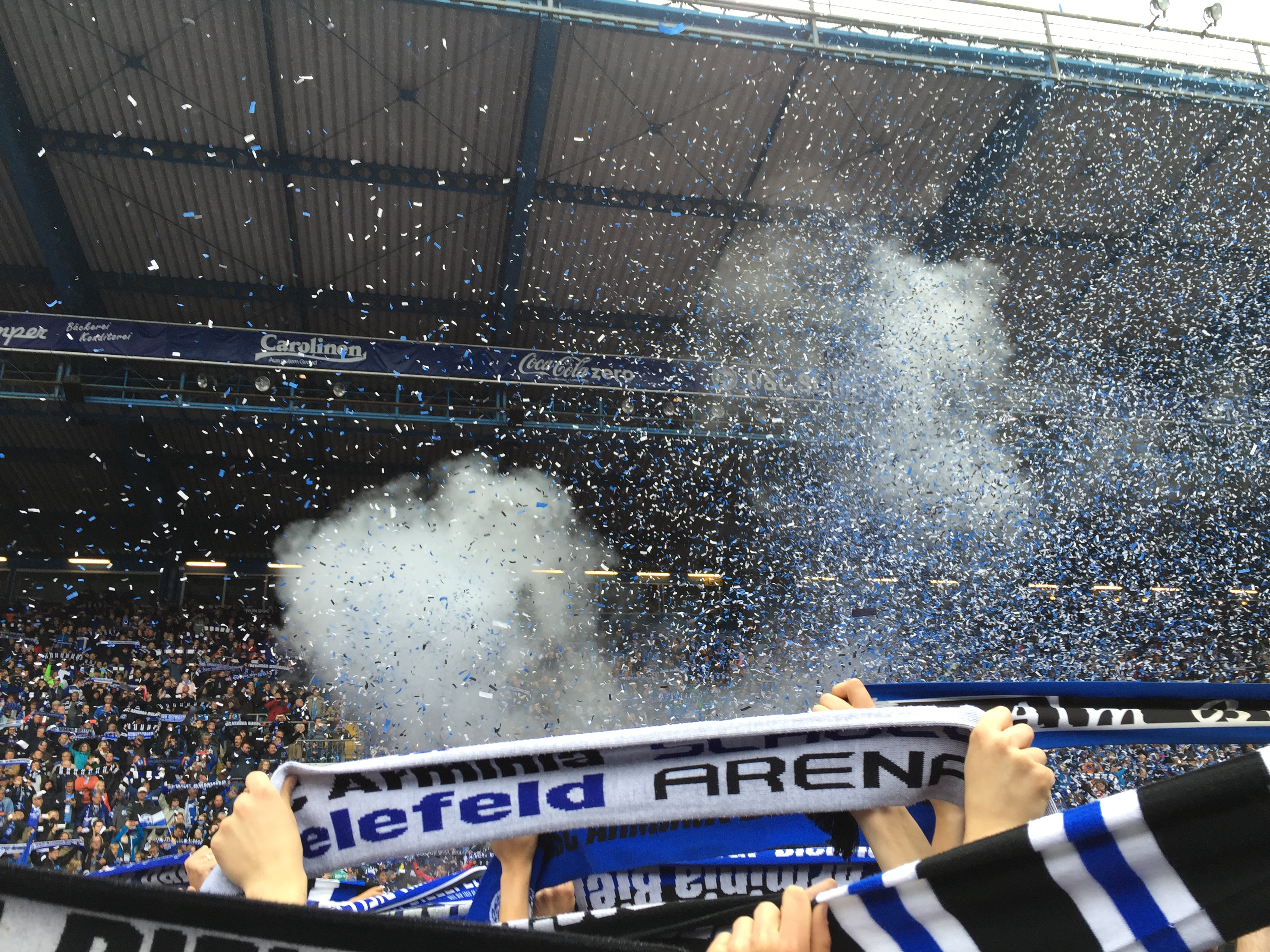
在旭格竞技场上庆祝2015年升入德乙

在2006/2007赛季的前两个主场比赛之间，由于与居民的冲突没有解决，只有南看台被改造成了完整的站立式看台，最后的扩建直到2007年6月初才开始，旧的东看台被拆除。虽然建筑许可证从2007年4月中旬就已经到位，但俱乐部在剩下的三场主场比赛中还是依靠东看台的支持。自2007/08赛季开始，已经建成的新主看台的下层已被分段投入使用。2008年3月，上层也向观众开放，这意味着体育场几乎达到了其计划容量。在接下来的几周里，内部工程（包厢、风扇车间、办公室）已经完成。
新展台的特色之一是玻璃屋顶结构，其中安装了一种新型的太阳能电池。平日里可以从南看台观察改建工作。此外，俱乐部的主页上有一个网络摄像头，24小时提供施工现场的照片。
体育场的正式落成典礼于2008年6月1日在赫伯特·格罗内迈耶的音乐会上举行。甚至在实际扩建开始之前，就已经完成了对西看台的改造，为以前在东看台的轮椅使用者创造新的座位。轮椅位置的容量从30个增加到41个，加上相同数量的陪同人员的位置。看台的建设原本应该花费1100万欧元，但由于规划上的失误，变得更加昂贵，达到了1900万欧元，这也是阿米尼亚-比勒费尔德俱乐部从2010年开始出现财政危机的原因之一。

### 出售（2018 - ）
2018年11月12日，俱乐部宣布该体育场将出售给Bündnis Alm GmbH，3BO GmbH和STBO GmbH各占50%的股东。3BO有限公司的股东是四位活跃在房地产行业的企业家。STBO有限公司的股东是Dr. August Oetker KG、Gauselmann Group、DMG Mori AG、Böllhoff Group、JAB Josef Anstoetz KG和Möller Group。阿米尼亚-比勒费尔德与Bündnis Alm GmbH公司签订了一份为期15年的租约，其中俱乐部方面的续约条款为五年两次。此外，俱乐部拥有五年后的回购权和永久的独家优先购买权。
2019年7月，阿米尼亚-比勒费尔德成为第一家设立自闭症患者独立区域的德国职业俱乐部。在北看台上面，两个全景包厢里设置了一个休息室和一个隔音的斯诺兹尔房间，在那里可以在专业人员的监督下观看比赛。

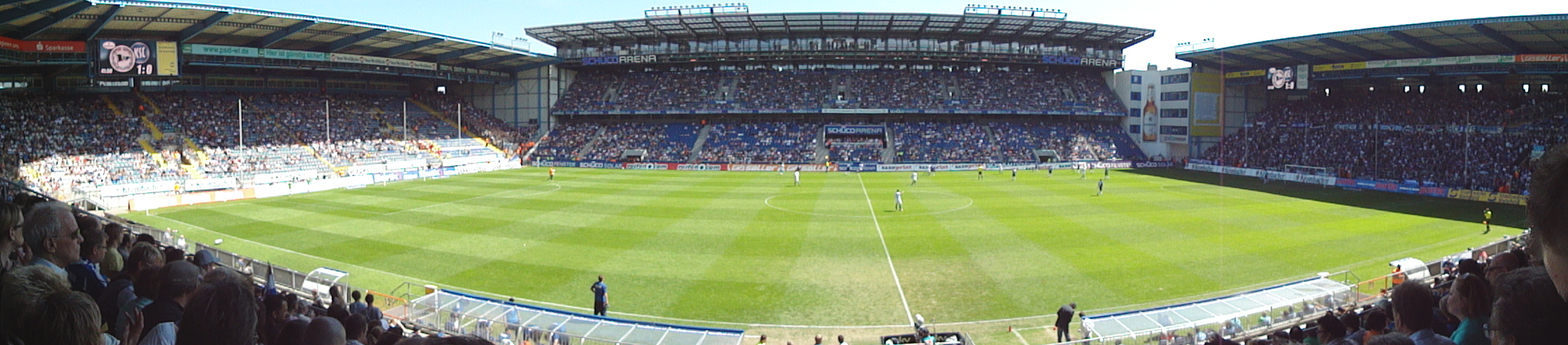
从西看台看到的旭格竞技场内部

## 活动

### 国际赛事
旭格竞技场曾多次举办国际赛事。
1974年至1978年期间，德国国家业余足球队在原高山体育场共进行了四次比赛。1974年3月31日，英国业余球队以3:1的比分击败了德国。一年后，又在对西班牙的比赛中打成平局。第三场比赛是1977年9月21日对阵法国，以2比0获胜（进球：马蒂亚斯·赫格特和汉斯·穆勒）。德国业余选拔队在比勒费尔德进行的最后一场比赛是1978年9月26日2-1战胜中国国家队的比赛。 除了维尔纳·德雷斯尔之外，当地英雄赫尔穆特·施罗德也打进一球。
直到14年后，一支德国国家队才回到这个场地。1992年12月22日，作为1994年U21欧锦赛预选赛的一部分，德国U21以4-0击败阿尔巴尼亚U21。 进球的是海科·赫利希（2）、马尔科·哈伯和马库斯·明希。2004年2月17日，德国U21进行了第二次国际比赛。巴斯蒂安·施魏因斯泰格的进球以1比0击败了瑞士。
1994年3月31日，德国女子国家队首次在高山体育场亮相。在对威尔士的欧洲锦标赛预选赛中，12-0的胜利是德国女队在2003年之前的最大比分胜利。玛伦·迈纳特和贝蒂娜·维格曼各得了3分。西尔维娅·奈德和现任国家队教练马丁娜·福斯各进了两球。施特菲·约内斯和海迪·莫尔也各进一球。2009年2月25日，德国女子国家队与中国进行了一场测试赛。比赛在17326名观众面前以1比1打平，因卡·格林斯为德国队进球。德国女队上一次与罗马尼亚队比赛是在2012年5月31日，作为2013年欧洲锦标赛预选赛的一部分。在5-0的胜利中，亚历山德拉·波普进了3个球，琳达·布雷索尼克和珍妮弗·毛罗然各进了一个球。2017年11月24日，德国选拔赛面对法国，4-0获胜，亚历山德拉·波普和斯维尼亚·胡特各进了两个球。
2006年，作为残疾人世界杯的一部分，德国队在比勒菲尔德与俄罗斯队相遇。在最后一场小组赛中，他们通过安德烈亚斯`蒂姆的进球以1比0获胜，并确保了预选赛A组的胜利。2008年5月20日，在旭格竞技场举行了第一场高级国际比赛；在这场友谊赛中，土耳其队和斯洛伐克队互相对阵。土耳其人凭借哈坎·卡迪尔·巴尔塔的进球，以1比0获胜。

### 2010年女子U-20世界杯
2008年，比勒费尔德市以旭格竞技场为主场馆申请举办2011年女足世界杯，但未获成功。 尽管比勒费尔德与其他11个场馆一起进入最后一轮竞标，但9月30日与马格德堡一起被淘汰。
该体育场是2010年U-20女子世界杯的四个场地之一，举办了六场预赛、一场四分之一决赛、一场半决赛、第三名比赛和决赛。德国队在第一轮比赛中以一个进球赢得了比赛。德国队在决赛中以2-0击败了尼日利亚，赢得了比赛。亚历山德拉·波普和金·库利格在24633名观众面前为德国队进了球。紧接着，韩国队在与哥伦比亚的比赛中凭借池素云的进球确保了第三名。

### 音乐会
1989年6月18日，乔·科克尔、BAP、苏珊娜·薇佳和Fischer-Z在当时的高山音乐会上演出。1988年8月20日，作为Lange Schatten巡演的一部分，彼得·马费在那里举办了一场音乐会。1992年7月4日，罗克塞特在他们的Join the Joyride世界巡演期间举办了一场音乐会。1994年9月18日，肉卷作为其Everything Louder巡演的一部分，在高山体育场客串演出。作为比勒费尔德俱乐部100周年纪念活动的一部分，英国流行歌手埃尔顿·约翰于2005年7月10日在旭格竞技场举行了一场演唱会。2008年6月1日，阿米尼亚-比勒费尔德在25000名观众面前举行了赫伯特·格罗尼迈耶的音乐会，以庆祝该体育场的竣工。
为了庆祝阿米尼亚-比勒费尔德成立111周年，2016年6月4日举行了周年庆典，Fantastischen Vier、Wirtz、Jamie-Lee Kriewitz、Shantallica、The BossHoss和Randale参加了庆典。12,500名观众在旭格竞技场观看了演唱会。

## 阿米尼亚博物馆
2013年3月6日，阿米尼亚博物馆在旭格竞技场西侧看台下的旧V.I.P.房间开放。该博物馆以足球场的风格设计，展示了俱乐部100多年历史中的各种展品。此外还展出了直到20世纪80年代一直位于体育场东侧的旧管状钢看台的部分内容，以及1922年和1923年西德锦标赛胜利的荣誉奖杯。 除了多媒体元素外，博物馆的房间里还有一个特别展览区。许多展品都是由爱好者捐赠的，或以永久借出的方式提供。资金是由赞助商和俱乐部支持者的捐款提供的。此外，俱乐部还提供了一个球迷包，里面有俱乐部历史上的原件和复制品供出售，其收入将用于博物馆运营。